# 라빈드라 프라바트

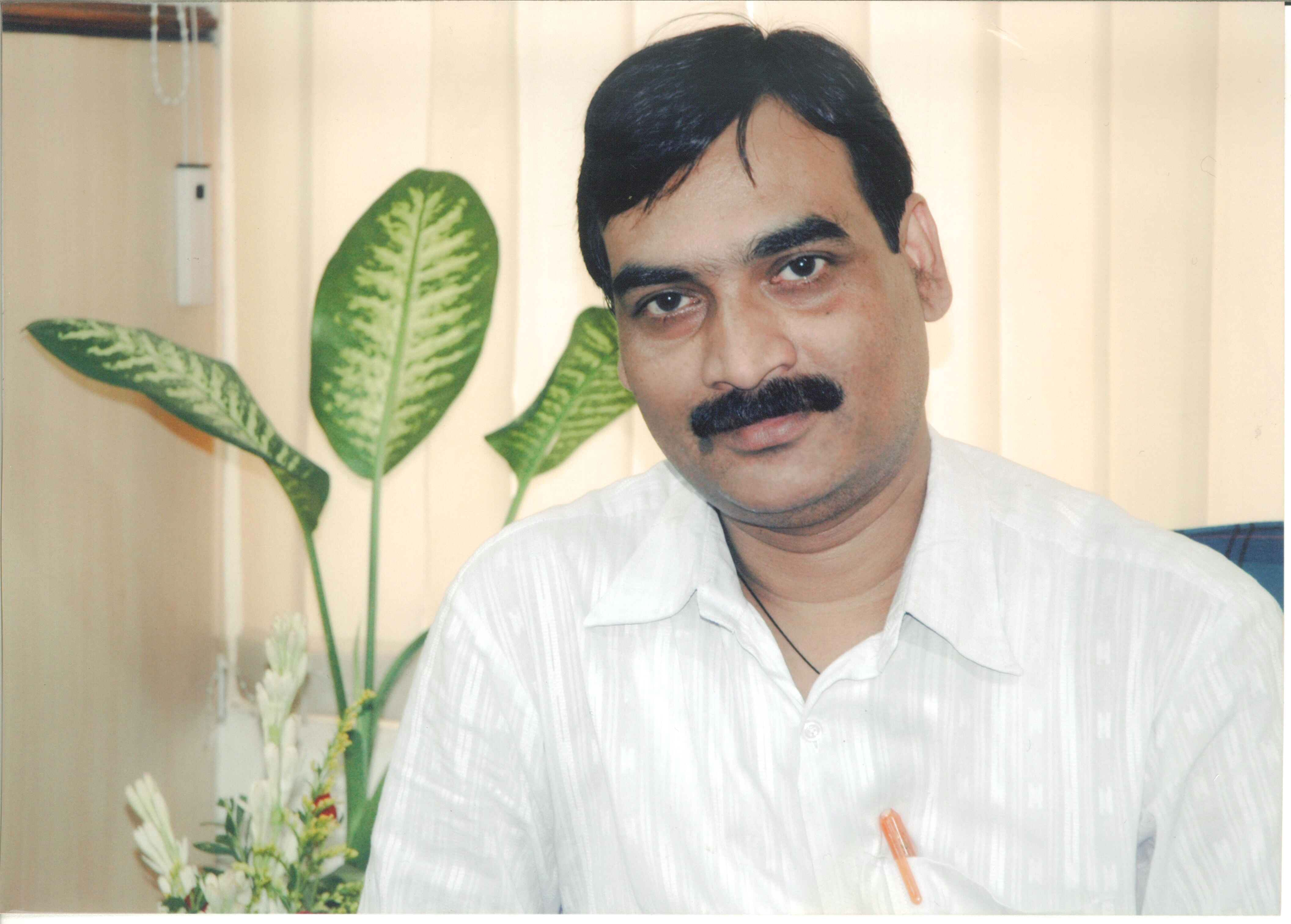
2008년 12월의 프라바트

라빈드라 프라바트(Ravindra Prabhat, 1969년 4월 5일 ~ )는 인도의 힌디어 소설가, 저널리스트, 시인, 단편소설 작가이다. 편집과 각본 작가로서 일했다. 그의 작품 가운데 일부는 다른 언어로 번역되어 다양한 문예지와 앤솔로지로 출판되었다.

## 생애
프라바트는 1969년 4월 5일 인도 시타마리 마힌드와라에서 태어났다. 그곳에서 자라서 1차 교육을 받았다. 무자파르푸르의 B. R. 암베드카르 비하르 대학교에서 지리학을 수료하였고 나중에 알라하버드 Uttar Pradesh Rajarshi Tandon Open University에서 MJMC(Master of Journalism and Mass Communication)를 전공하였다.

## 경력
프라바트는 1978년 이후로 다양한 주제로 글을 써왔다. 그는 VatVriksh과 Parikalpana Samay(힌디어 잡지)의 최고 편집장이기도 하다.